# Rowan Blanchard
Rowan Eleanor Blanchard (Los Angeles, Kalifornia, 2001. október 14. –) amerikai színésznő.

## Élete és pályafutása
2001. október 14-én született Los Angelesben, Elizabeth és Mark Blanchard lányaként. Három testvér közül ő a legidősebb: van egy öccse, Shane, és egy húga, Carmen. Színes nemzetiségi háttérrel rendelkezik: Nagyapja a Közel-Keletről vándorolt be, de vannak libanoni, marokkói és szíriai ősei is. Nagyanyja svéd, norvég és angol származású, édesanyja negyedrészben portugál, továbbá német és angol ősökkel is rendelkezik.Bár Los Angelesben született és nőtt fel, szereti New York-inak vallani magát, mert édesapja is ebben a városban él. 
Színészi karrierjét ötévesen kezdte. Első nagy szerepét kilencévesen kapta meg, Caitlint alakíthatta öt epizód erejéig a Dance-A-Lot Robot című televíziós sorozatban. 2014-ben a Riley a nagyvilágban szereplője lett: Rowan Rileyt játszotta, Sabrina Carpenter pedig, aki a való életben is a barátnője, Mayát. 
Az egyik kedvenc zenekara a The Beatles. Van egy kutyája, Winston. 

## Filmográfia

### Film
| Év   | Magyar cím                          | Eredeti cím                         | Szerep               | Megjegyzések              |
| ---- | ----------------------------------- | ----------------------------------- | -------------------- | ------------------------- |
| 2010 | Ilyen a formám                      | The Back-Up Plan)                   | Mona hétéves gyereke |                           |
| 2011 |                                     | Little in Common                    | Raquel Pacheco       |                           |
| 2011 | Kémkölykök 4D: A világ minden ideje | Spy Kids: All the Time in the World | Rebecca Wilson       | magyar hangja: Nyári Liza |
| 2016 |                                     | The Realest Real                    | Paige                | rövidfilm                 |
| 2018 | Időcsavar                           | A Wrinkle in Time                   | Veronica Kiley       |                           |
| 2019 |                                     | A World Away                        | Jessica              |                           |
| 2022 | Váratlan szerelem                   | Crush                               | Paige                |                           |

### Televízió
| Év        | Magyar cím                    | Eredeti cím           | Szerep                                    | Megjegyzések                                  |
| --------- | ----------------------------- | --------------------- | ----------------------------------------- | --------------------------------------------- |
| 2010      |                               | Dance-A-Lot Robot     | Caitlin                                   | főszereplő (5 epizód)                         |
| 2014–2017 | Riley a nagyvilágban          | Girl Meets World      | Riley Matthews                            | - főszereplő - magyar hangja: - Hermann Lilla |
| 2015      | Öribarik                      | Best Friends Whenever | Riley Matthews                            | 1 epizód (Cyd és Shelby szellemes szökése)    |
| 2015      | A láthatatlan tesó            | Invisible Sister      | Cleo                                      | - tévéfilm - magyar hangja: - Csifó Dorina    |
| 2016      |                               | Beat Bobby Flay       | önmaga                                    | 1 epizód                                      |
| 2017–2018 | A Goldberg család             | The Goldbergs         | Jackie Geary                              | 12 epizód                                     |
| 2018      |                               | Neo Yokio             | Bergdorf Chan / eladó / tinilány (hangja) | 1 epizód                                      |
| 2018–2019 |                               | Splitting Up Together | China                                     | 2 epizód                                      |
| 2020–2024 | Snowpiercer – Túlélők viadala | Snowpiercer           | Alexandra                                 | főszereplő                                    |
| 2023      | Poker Face                    | Poker Face            | Lily Albern                               | 1 epizód                                      |